# Spathulina sicula
Spathulina sicula är en tvåvingeart som beskrevs av Camillo Rondani 1856. Spathulina sicula ingår i släktet Spathulina och familjen borrflugor. Inga underarter finns listade i Catalogue of Life.